# Strigosella myrzakulovii
Strigosella myrzakulovii är en korsblommig växtart som beskrevs av M.S. Bajtenov. Strigosella myrzakulovii ingår i släktet Strigosella och familjen korsblommiga växter. Inga underarter finns listade i Catalogue of Life.